# Prva egipčanska dinastija
Prva dinastija vladarjev Starega Egipta zajema prvi niz egipčanskih kraljev, ki so vladali  po domnevno Narmerjevi  združitvi Gornjega in Spodnjega Egipta. S Prvo dinastijo se je začelo zgodnje dinastično obdobje, v katerem je bila vsa  moč  zbrana v Tinisu. 
Datiranje tega obdobja je predmet razprav v okviru egipčanske kronologije. Obdobje spada v zgodnjo bronasto dobo in se je po ocenah nekaterih egiptologov začelo v obdobju  med 34. in 30. stoletjem pr. n. št. Študije iz leta 2013, ki so temeljile na datiranju z ogljikom 14, so pokazale, da se je vladavina Prve dinastije oziroma kralja Hor-Aha začela okoli leta 3100 pr. n. št., oziroma s 95% zanesljivostjo med letoma 3218 in 3035 pr. n. št.

## vladarji
Iz Prve egipčanske dinastije so znani nasednji vladarji: 
| Ime            | Vladanje               | Vladanje                                             | Komentar |
| Ime            | Dolžina                | Datum                                                | Komentar |
| -------------- | ---------------------- | ---------------------------------------------------- | --- |
| Narmer         | Ni znano               | Pozno 32. stoletje pr. n. št. (?)                    | Običajno se istoveti Menesom, združiteljem Gornjega in Spodnjega Egipta. Verjetno naslednik Škorpijona I. ali Kaja iz preddinastičnega obdobja Nakada III. Nasledil ga je Hor-Aha. |
| Hor-Aha        | Ni znano, vendar dolgo | Od poznega 32. ali zgodnjega 31. stoletja pr. n. št. | včasih se istoveti z Menesom. Djerov oče, verjetno z ženo Neithotep ali Ketnap, ki so jo dokazali mnogo kasneje. Nasledila ga je Neithotep kot regentka.                           |
| Neithotep      | 1 leto (?)             | (?)                                                  | Vladarka, regentka za svojega sina ali vnuka in naslednika Djera. |
| Djer           | 40–41 let              | Okoli 3000 pr. n. št.                                | Nerneitov oče. Nasledil ga je Djet, ki je bil morda njegov sin. |
| Djet           | Približno 10 let       | Od okoli 2980 pr. n. št.                             | Nasledila ga je žena in verjetno sestra Merneit. Denov oče. |
| Merneit        | (?)                    | Od okoli 2970 pr. n. št.                             | Vladarica. Regentka za svojega sina in naslednika Dena. Verjetno Djerova hčerka in glavna Djetova žena.                                                                            |
| Den            | 42 let                 | Od okoli 2970 pr. n. št.                             | |
| Verjetno vrzel |                        |                                                      | |
| Anedžib        | 8-10 let               | Od okoli 2930 pr. n. št.                             | Vnuk Djeta in Merneit, morda Denov sin. |
| Verjetno vrzel |                        |                                                      | |
| Semerket       | 8½ let                 | Od okoli 2920 pr. n. št.                             | Do nedavnega je veljalo, da je je bil uzurpator. Morda je bil Denov sin. Nasledil ga je Ka.                                                                                        |
| Kaa            | 26–33 let              | Od okoli 2910 pr n. št.                              | Zadnji faraon Prve dinastije. |

Podatki o Prvi dinastiji izvirajo iz nekaj pisnih dokumentov in predmetov s kraljevimi imeni, med katerimi so najpomembnejši Narmerjeva paleta in Narmerjev kij ter Denov in Kajev seznam kraljev. O prvih dveh dinastijah se ni ohranil noben podroben zapis, razen zgoščenih seznamov na Kamnu iz Palerma. Manetova Aegyptiaca je neskladna z arheološkimi dokazi in drugimi zgodovinskimi zapisi. Maneto omenja devet vladarjev Prve dinastije, vendar se samo eden ujema z drugimi viri,  in nudi informacije samo za štiri.
Egipčanski hieroglifi so se do takrat že popolnoma razvili in se kot taki z nekaj spremembami uporabljali več kot tri tisoč let.
Velike grobnice faraonov v Abidu in  Nakadi in pokopališča v Sakari in Helwanu v bližini Memfisa so bili zgrajeni predvsem iz lesa in zidakov iz blata in zelo malo kamna na stenah in tleh. Kamen se je v večjih količinah uporabljal predvsem za izdelavo okrasja, posod in občasno kipov. Za izdelavo plovil, na primer abiških čolnov, se je uporabljal les tamariše. Ena od najpomembnejših avtohtonih tehnik spajanja  lesenih delov je bila spoj z zatično luknjo in zatičem. To tehniko so kmalu prevzeli vsi egipčanski in sredozemski ladjedelci.

## Žrtvovanje ljudi
Žrtvovanje ljudi se je prakticiralo kot del pogrebnega obreda vseh vladarjev iz Prve dinastije. Žrtvovanja dokazujejo grobovi  vladarjevih spremljevalcev in žrtvovanih živali v bližini grobnic njihovih vladarjev.  Ob Djerovi grobnici je bilo pokopanih 338 oseb. Žrtvovani ljudje in živali, na primer osli, naj bi služili vladarju v posmrtnem življenju. Po izumrtju Prve dinastije je žrtvovanje iz neznanega vzroka prenehalo.

## Galerija
- Krožnik iz kalcita iz kraljeve grobnice  U v Abidu
- Ogrlica s kroglicami iz karneola, koral in granata
- Glinast vrč z  vdelanim cedilom
- Narmerjeva paleta
- Semerketova stela